# Louis Montigny
Louis Montigny, francoski general, * 1889, † 1955.